# Эрихс, Николай Фёдорович
Николай Фёдорович Эрихс (19 мая 1826 — 12 августа 1890 или 1890) — русский офицер, генерал-майор по артиллерии с 4.11.1887, участник Крымской войны.

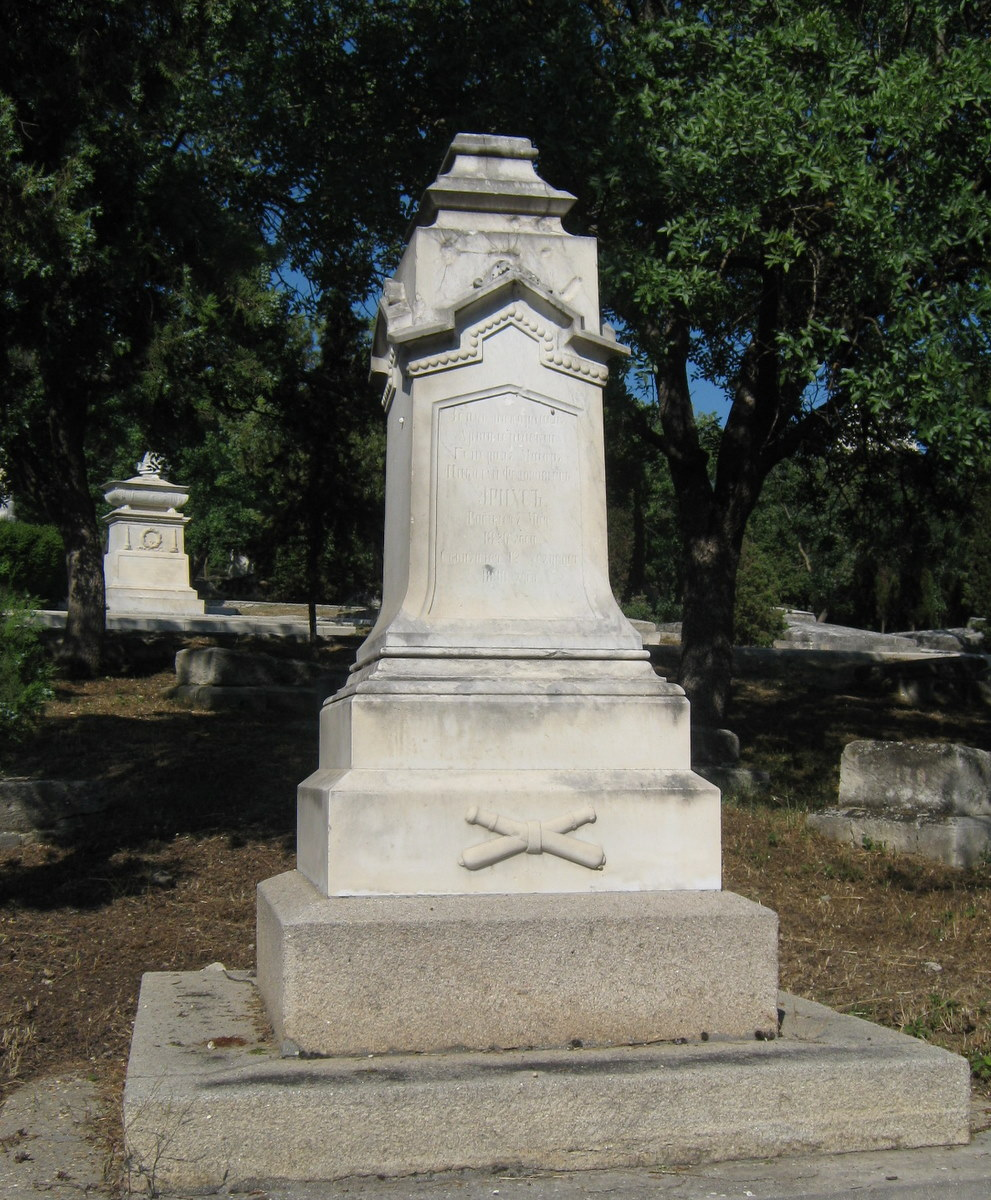
Могила Н. Ф. Эрихса на Братском кладбище

Дворянин Бессарабской губернии, закончил кадетский корпус, участвовал в Венгерской кампании 1848 — 1849 годов.
Во время Крымской войны участник боевых действий в Дунайских княжествах, осады Силистрии. В 1854 году в составе 4-й батареи 14-й артиллерийской бригады прибыл в Крымскую армию. 4 августа 1855 года в Чернореченском сражении был контужен осколком гранаты. В период обороны получил чин штабс-капитана.
Участник русско-турецкой войны 1877 — 1878 годов. В 1887 году произведен в генерал-майоры и уволен в отставку.
Умер 12 августа 1890 года. Похоронен на Братском кладбище в Севастополе. Могила Н. Ф. Эрихса - ОКН России регионального значения  Объект культурного наследия народов РФ регионального значения. Рег. № 921711305890005 (ЕГРОКН). Надпись: «Здесь похоронен артиллерийский генерал-майор Николай Федорович Эрихс. Родился 7-го мая 1827 года. Скончался 12 августа 1890 года»